# Damir Stojak
Damir Stojak (* 22. Mai 1975 in Novi Sad) ist ein ehemaliger serbischer Fußballspieler.

## Karriere
Stojak spielte in seiner Heimat für FK Vojvodina Novi Sad und FK Bečej, bevor er 1998 nach Italien zum SSC Neapel wechselte. Bei Neapel konnte er sich nie richtig durchsetzen, so dass er erst zu Eintracht Frankfurt, anschließend zum FC Lugano verliehen wurde. Für die Eintracht absolvierte er in der 1998/99 neun Einsätze in der Bundesliga. Nachdem er nach Neapel zurückgekehrt war, kam er lediglich in einem Ligaspiel zum Einsatz. Er spielte noch für Eendracht Aalst und den CS Visé.